# 2019年の科学
2019年の科学（2019ねんのかがく）では、2019年（平成31年/令和元年）の科学分野に関する出来事について記述する。

## できごと

### 1月
- 1月1日 - アメリカ航空宇宙局（NASA）の探査機「ニュー・ホライズンズ」が、太陽系外縁天体アロコスを通過（フライバイ）した。これにより、アロコスは太陽系内に存在する天体のうち、探査機が訪れた最も遠い天体となった[1]。1月1日：探査機ニュー・ホライズンズが太陽系外縁天体アロコスを通過した。

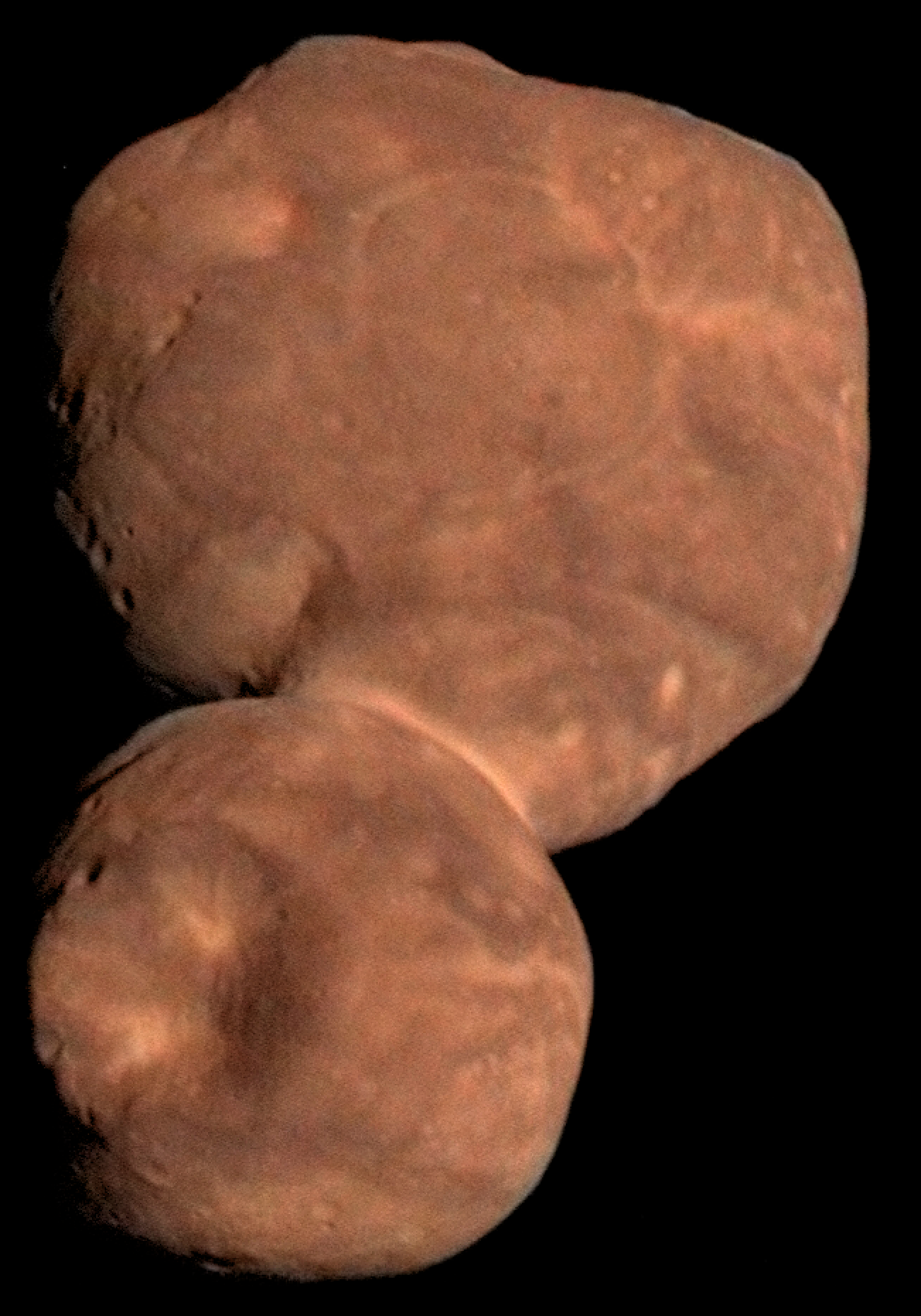
1月1日：探査機ニュー・ホライズンズが太陽系外縁天体アロコスを通過した。

- 1月2日 - グリーンランドの氷床が溶ける際に温室効果ガスであるメタンが大量に大気中に放出されるという、ブリストル大学などの共同研究の結果が発表された。融解した氷床からの継続的なメタンの放出を確認したのはこれが初めてとなる[2]。
- 1月3日 - 中国国家航天局 (CNSA) の月探査機「嫦娥4号」が、史上初となる月の裏側での着陸に成功した[3][4][5]。
- 1月6日 - 日本を含むアジア東部や北太平洋で2019年1月6日の日食が観測された。
- 1月8日 - アメリカの企業IBMが世界初となる商用の量子コンピュータ「IBM Q System One（英語版）」を発表した[6][7]。
- 1月14日 - 南極大陸では1979年から2017年の間に、1年間で融解する氷の量が6倍に増加したことが判明したという論文が『米国科学アカデミー紀要 (PNAS) 』誌に掲載された[8]。
- 1月17日 - アウストラロピテクス・セディバは、アウストラロピテクス・アフリカヌスとホモ・ハビリスの両方に解剖学的に類似しているものの、異なる種であると報告された[9]。
- 1月21日 - グリーンランドの氷床が、2003年と比べて4倍の速さで融解が進んでいることが分かった[10]。
- 1月23日 - 中国科学院の神経科学研究所が、史上初のクローンサルである中中と華華や羊のドリーに使われたのと同じクローン技術と、遺伝子編集技術CRISPR/Cas9を使って、5匹のクローンの遺伝子組み換えサルを作ったと報告した。このサルたちは睡眠障害などの研究に使われた[11][12]。

### 2月
- 2月3日 - タンパク質のアルブミンにイリジウムを結合させ光増感した分子が、がん細胞に浸透し、光を照射するとがん細胞を破壊する（光線力学的療法）ことが発表された[13]。
- 2月4日 - 二酸化炭素の排出量を急速に削減できたとしても、ヒマラヤ山脈やヒンドゥークシュ山脈の氷河が2100年までに36%消滅すると結論付けた国際総合山岳開発センター（英語版） (ICIMOD) の報告書が発表された。報告書は、二酸化炭素排出量の削減が出来なければ消失量は3分の2に達する可能性があるとしている[14][15]。
- 2月12日 - 大阪市立大学などの研究で、魚類のホンソメワケベラが鏡に映る自分の姿を認識できる鏡像自己認知能力を持つことが報告された[16][17]。
- 2月13日 - NASAは現地時間のこの日、火星探査車オポチュニティの運用を正式に終了すると発表した[18]。火星全土に砂嵐が発生した2018年6月10日からオポチュニティとは交信が途絶えていた[19]。

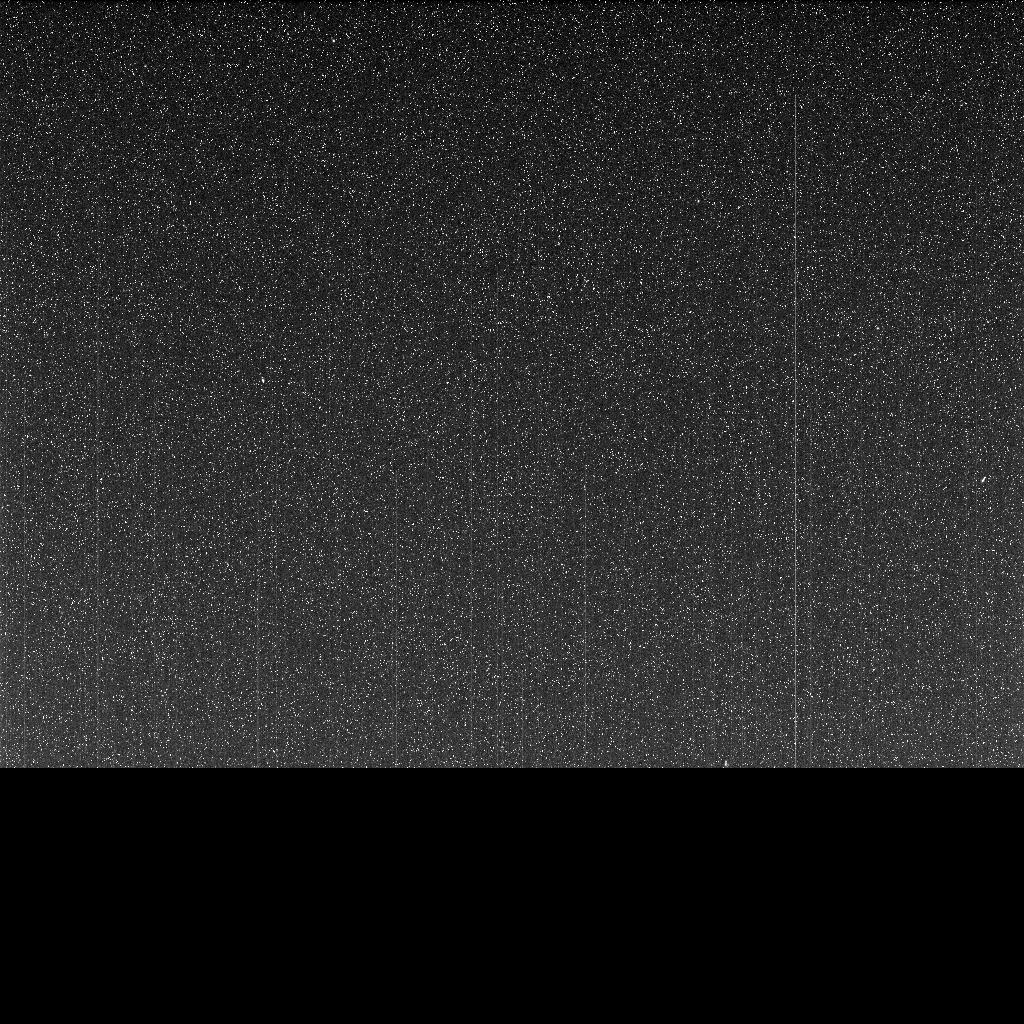
火星探査機オポチュニティの運用が終了した。オポチュニティがこれまでに地球に送った22万8771枚の中の最後の画像
オポチュニティが地球に送った最後のパノラマ写真
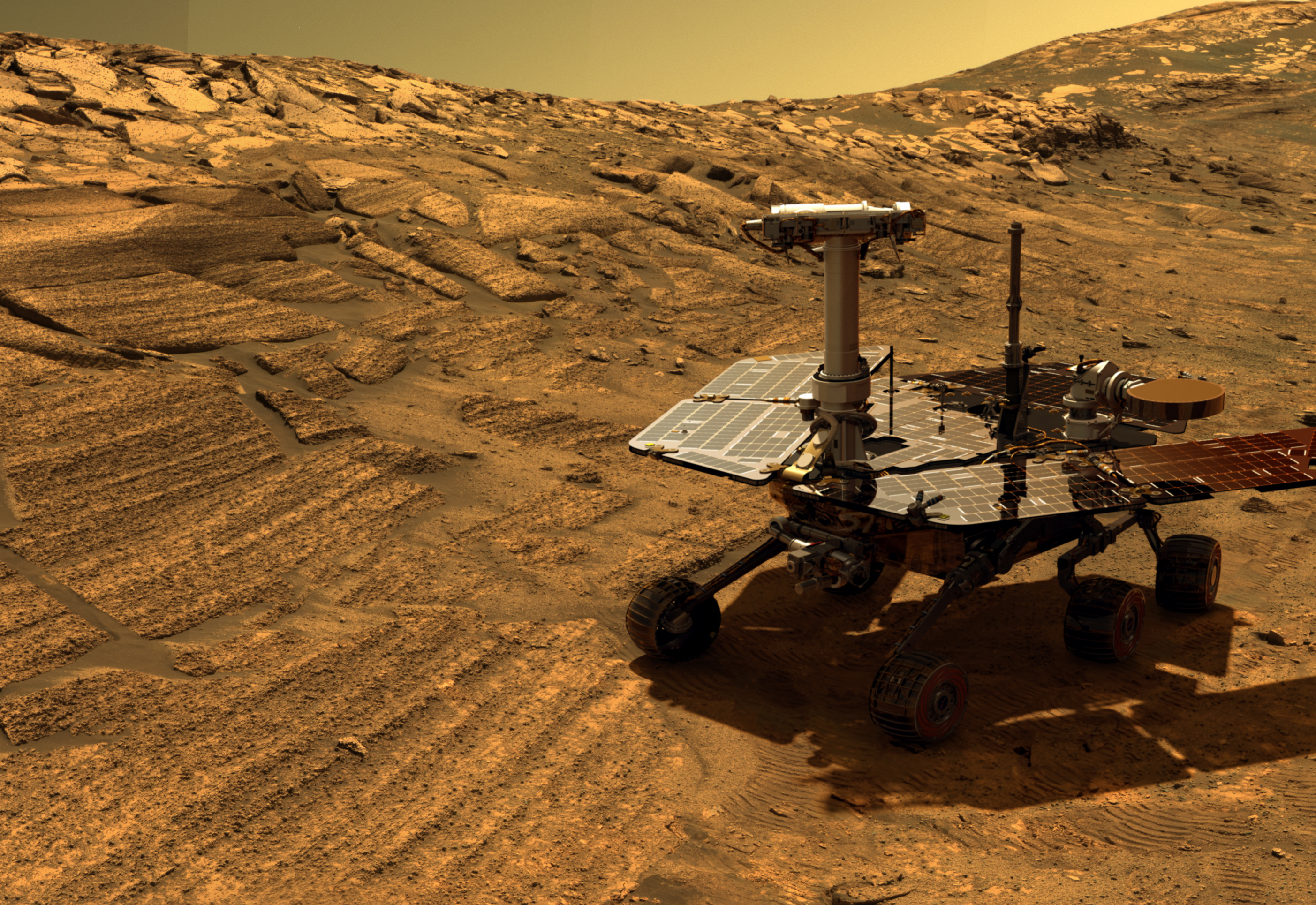
火星探査車オポチュニティ

- 2月14日 - OpenAI社が新たな言語モデル「GPT-2」を発表した[20]。
- 2月21日 - アメリカの研究チームが、4つの天然塩基 (A/T/G/C)と 4つの非天然塩基 (P/Z/B/S) 計8つの塩基から構成される新しいDNA「ハチモジDNA」を作成することに成功した[21]。
- 2月22日 - 宇宙航空研究開発機構（JAXA）は、小惑星探査機はやぶさ2が日本時間のこの日の午前7時29分に、小惑星リュウグウに着陸成功したと発表した[22]。

### 3月
- 3月8日 - 天の川銀河の質量がおよそ1兆5000億太陽質量と推定され、2016年の研究で推定された質量の2倍以上であるとする研究が発表された。これにより、天の川銀河の約90%がダークマターである可能性が示唆された[23]。
- 3月11日 - 日本の高エネルギー加速器研究機構の加速器を用いた、国際共同実験Belle II 実験が本格的に開始した[24]。
- 3月18日 - ヒトは、30万年以上前に南アフリカで誕生した後、東アフリカに移動し、約6万年前にアフリカを出て他の地域に移動したという、ハダースフィールド大学などのチームの遺伝子解析に基づいた研究結果が発表された[25][26]。

### 4月
- 4月4日 - NASAは火星探査車キュリオシティが2019年3月に撮影した、火星から見たフォボスとダイモスによる日食の画像を公開した[27]。

NASAが公開した、火星から見たダイモスによる日食
NASAが公開した、火星から見たフォボスによる日食
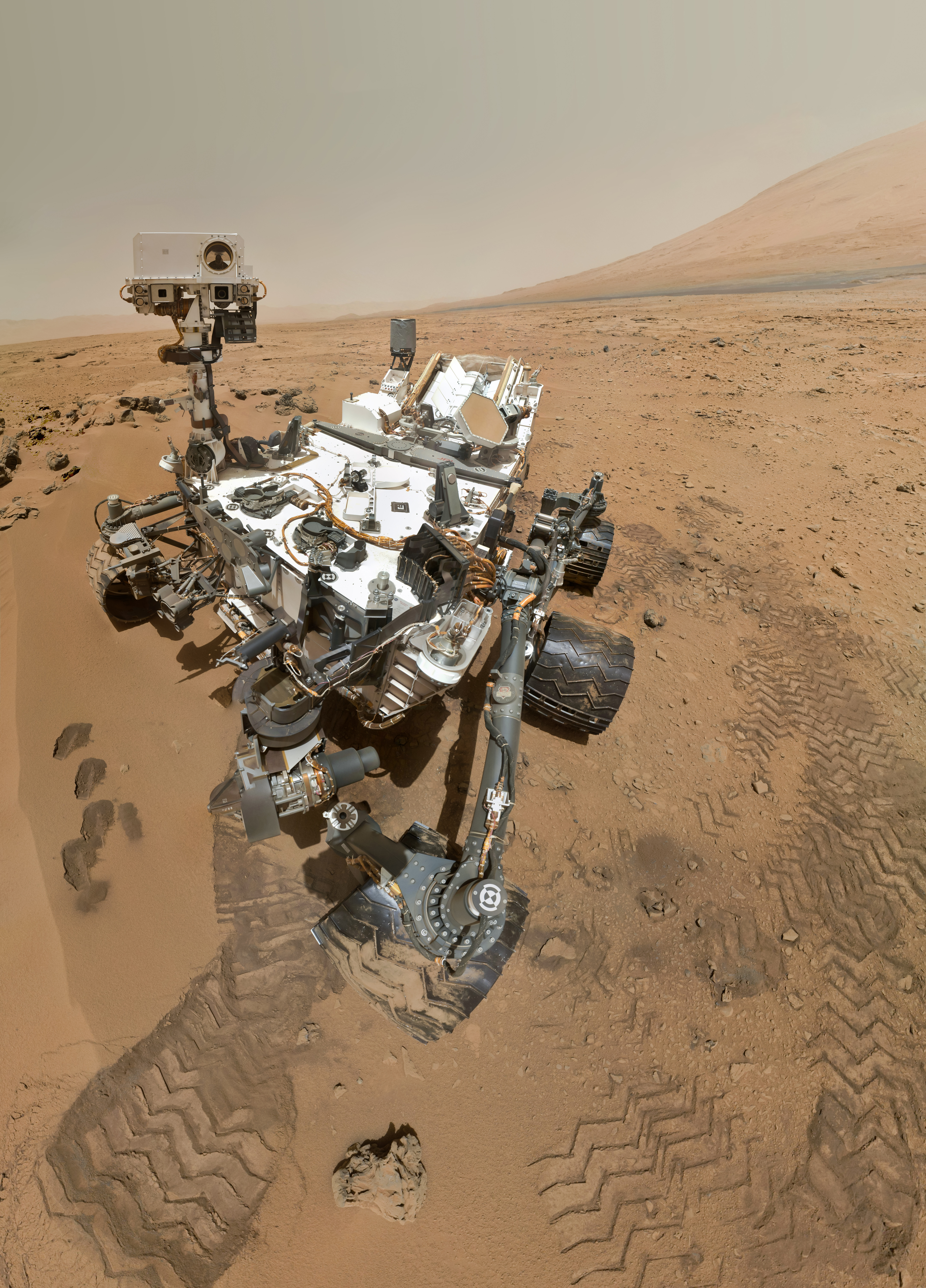
火星探査ローバーキュリオシティ

- 4月10日 - イベントホライズンテレスコープが、5400万光年離れたM87銀河の中心にあるブラックホールの画像を発表した。ブラックホールの直接撮影に成功したのはこれが人類史上初である[28][29]。4月10日：人類史上初のブラックホールの直接観測に成功した。

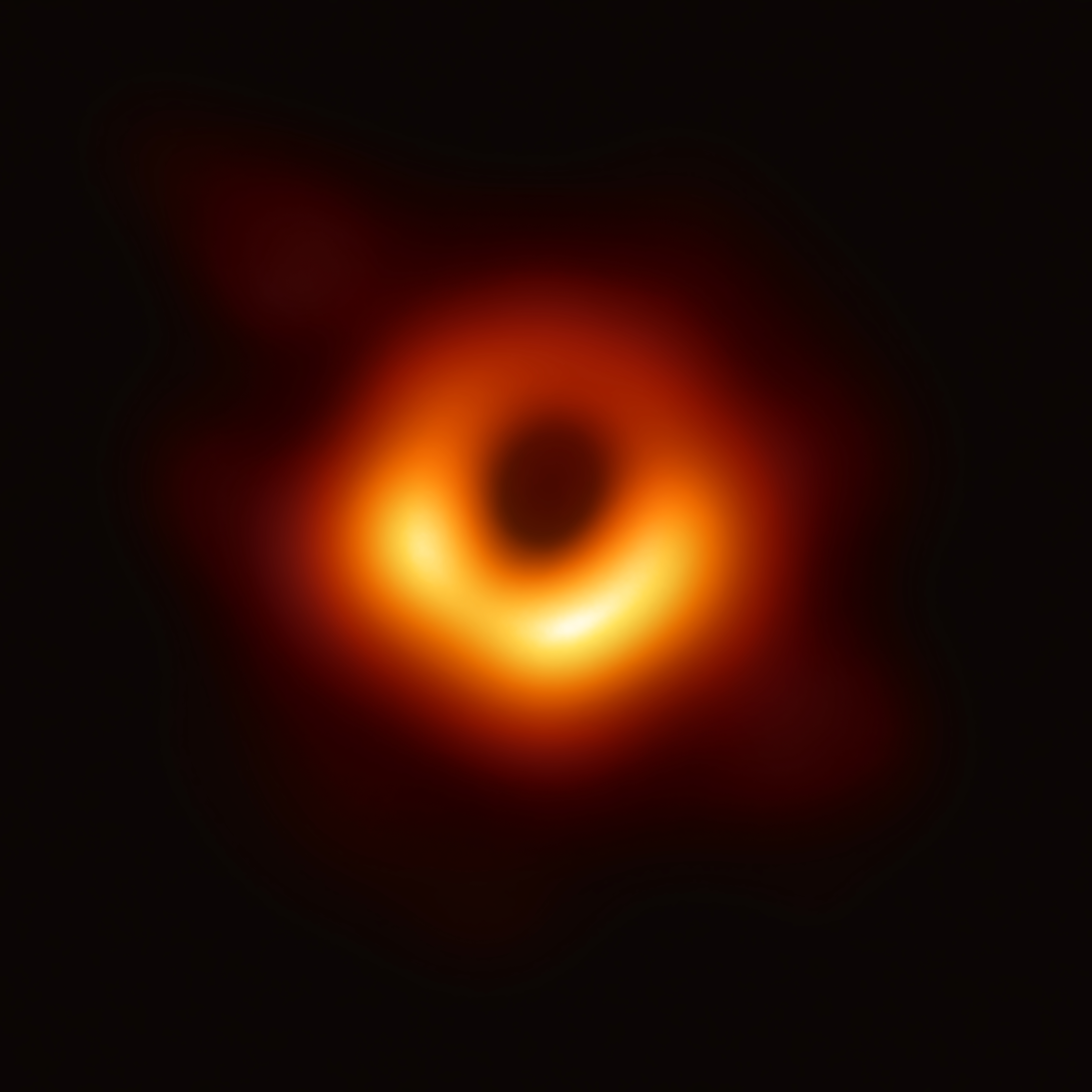
4月10日：人類史上初のブラックホールの直接観測に成功した。

- 4月17日 - ビッグバンからおよそ10万年後の初期の宇宙で形成されたと考えられていた水素化ヘリウムイオンを、NGC 7027の観測において、宇宙空間で初めて検出したとする論文が科学誌『ネイチャー』に掲載された[30][31]。
- 4月18日 - 生まれつき免疫機能がない重症複合型免疫不全症を患った赤ちゃん8人に対して、遺伝子治療を施したところ、免疫機能が獲得され、疾患を完治させることに成功した[32]。
- 4月24日 - イタリアのグラン・サッソ国立研究所のXENONの暗黒物質検出器を使った研究で、キセノン124の放射性崩壊が観測され、1.8×10²¹年の半減期を持つことが分かった[33]。
- 4月25日 - 日本の小惑星探査機はやぶさ2が、小惑星リュウグウに金属塊を衝突させ、世界初となる人工のクレーターを作り出したことが確認された[34]。なお実際にクレーターを作製したのは4月5日である[35]。4月25日：小惑星探査機はやぶさ2が世界初となる人工クレーターを生成したことが確認された。

4月25日：小惑星探査機はやぶさ2が世界初となる人工クレーターを生成したことが確認された。

- 4月30日 - ハッブル宇宙望遠鏡を使った観測により、星間物質中にバックミンスターフラーレン C60が見つかったと発表された[36]。

### 5月
- 5月2日 - 16年にわたる観測の集大成として、ハッブル宇宙望遠鏡で撮影された画像「ハッブル・レガシー・フィールド」が公開された[37]。5月2日：ハッブル宇宙望遠鏡の集大成である「ハッブル・レガシー・フィールド」が発表された。
- 5月3日 – イギリスの国立原子力研究所（英語版） (NNL) とレスター大学が、アメリシウムから初めて使用可能な電力を生成したことを報告し、最長400年間にわたって電力を供給する宇宙探査用の電池の開発につながる可能性を示した[38]。
- 5月6日 - 生物多様性及び生態系サービスに関する政府間科学-政策プラットフォーム（英語版） (IPBES) は報告書で、生物多様性の損失が加速しており、現在100万種以上が絶滅の危機にさらされていることや、現在ほどの生物の減少は前例がなく、それらは主に人間の行動の結果であることを報告した[39][40]。
- 5月11日 - ハワイのマウナロア天文台で測定された大気中の二酸化炭素濃度が415ppmに達し、過去250万年間で最悪の水準となったと発表された[41]。
- 5月22日 - シカゴ大学らの研究チームが、高圧化、-23℃で水素化ランタンが超伝導を示すことを発見し、これまでの記録をおよそ50℃更新した[42][43]。

### 6月
- 6月10日 - 準惑星ケレスにあるドーム状のアフナ山は、星の内部からの泥のプルームによって形成された可能性があると報告された[44][45]。
- 6月17日 - エーザイとハーバード大学の岸義人らの研究グループが、ハリコンドリンBという物質をベースにした31の不斉炭素を持つ「E7130」と呼ばれる化学物質の全合成を報告した[46][47]。
- 6月18日 - ティーガーデン星のハビタブルゾーン内を公転する、地球とよく似た質量のティーガーデン星bとティーガーデン星cという2つの太陽系外惑星が存在することが、ゲッティンゲン大学によって発表された[48][49]。
- 6月22日 - 火星探査機キュリオシティが、火星の大気中において、これまでの最大量のメタンを検出したことを報告した[50]。

### 7月
- 7月1日 - 2017年10月に太陽系に飛来した観測史上初の恒星間天体であるオウムアムアは、長らく噂されていたような異星人の宇宙船ではなく、自然物だとする国際チームの報告が『Nature Astronomy』誌に発表された[51]。
- 7月11日 - ライス大学の研究で、地球からおよそ370光年離れた位置にあるPDS 70を公転する太陽系外惑星PDS 70cに、衛星を形成する周惑星円盤を発見したと発表された[52]。
- 7月12日 - グラスゴー大学の研究において、史上初めて量子もつれの様子の撮影に成功したと報告された[53][54][55]。
- 7月22日 - インド宇宙研究機関 (ISRO) はこの日、サティシュ・ダワン宇宙センターから月探査機「チャンドラヤーン2号」を打ち上げた[56]。

### 8月
- 8月6日 - リーズ大学の研究で、これまでで最も薄い金を作ることに成功した。その薄さは原子2つ分の0.47ナノメートルであり、従来の金ナノ粒子よりも触媒としての働きが10倍ほど効率的に機能すると期待されている[57][58]。
- 8月12日 - 世界保健機関（WHO）とアメリカ国立衛生研究所 (NIH) が、米国時間のこの日、エボラ出血熱に対する治療薬候補が、劇的に生存率を向上させることを発表した。これによりエボラ出血熱が治療可能になることが期待される[59][60]。
- 8月15日 - ハーバード大学などの研究チームは、世界で初めて炭素のみからなる環状化合物（炭素の環状同素体）シクロ(18)炭素の合成に成功したと発表した[61][62]。
- 8月30日 - クリミア天体物理天文台で、アマチュア天文家のゲナディ・ボリソフ（英語版）が、オウムアムアに次ぐ観測史上2例目の恒星間天体を発見した。この天体は公式に存在が確認され、発見者の名前からボリソフ彗星と名付けられた[63]。

### 9月
- 9月6日 - ブリストル大学の研究で、100以下の数のうち最後まで3つの立方数の和で表せなかった42について、コンピュータを使った探索の結果、解が発見された[64][65]。その解は以下の通り。{\displaystyle (-80538738812075974)^{3}+(80435758145817515)^{3}+(12602123297335631)^{3}=42}
- 9月11日 - 太陽系外惑星K2-18bから水蒸気が検出されたと発表された。太陽系外惑星から水が検出されたのは初めてで、生命の存在する可能性が最も高い惑星として挙げられた[66][67]。
- 9月25日 - 南極大陸のアメリー棚氷（英語版）から巨大な氷山「D-28」が分離した。その面積は1636km²、重量は3150億トンと推定された[68]。9月25日：アメリー棚氷から氷山D-28が分離した。

9月25日：アメリー棚氷から氷山D-28が分離した。

- 9月26日 - 観測史上2例目の恒星間天体であるボリソフ彗星 から、シアン化物のガスが検出されたと報告された。恒星間天体からシアン化物が検出されるのはこれが初めて[69]。

### 10月
- 10月1日
  - 深部炭素観測（英語版） (DCO) プロジェクトの結果、地球上の炭素量が1.85×10¹⁸トンと見積もられ、そのうちの大部分であるおよそ90%が地中に存在することが分かったと発表された[70]。
  - 人類の一年間の二酸化炭素排出量は火山からの排出量の100倍多いことが、深部炭素観測の10年にわたる研究から明らかになった[71][72]。
- 10月7日 - すばる望遠鏡を用いたカーネギー研究所のスコット・S・シェパードらの研究で、土星の衛星が新たに20個発見された。土星の衛星はこれで82個となり、木星の衛星数（79個）を上回った[73][74]。
- 10月8日 - デューク大学の研究で、ヒトの軟骨が修復される仕組みが解明され、関節などの再生医療の可能性を示した[75]。
- 10月28日 - 遺伝子解析に基づいた研究によって、ヒトがおよそ20万年前にボツワナ北部で発祥したことを特定したとする論文が『ネイチャー』誌に掲載された[76][77][78][79]。

### 11月
- 11月5日 - NASAの探査機ボイジャー2号が、太陽圏を脱出したことが確認された[80]。
- 11月15日 - 山形大学の研究グループが、ナスカの地上絵を新たに143点発見した[81]。
- 11月18日 - NASAの土星探査機カッシーニの観測データに基づいて作成された、土星の衛星タイタンの全球地図が初めて公開された[82][83]。
- 11月23日 - マレーシアで最後に確認されたスマトラサイが死亡し、マレーシアにおいてスマトラサイが絶滅したとマレーシア当局が発表した[84][85]。11月23日：マレーシアにおいてスマトラサイが絶滅した。

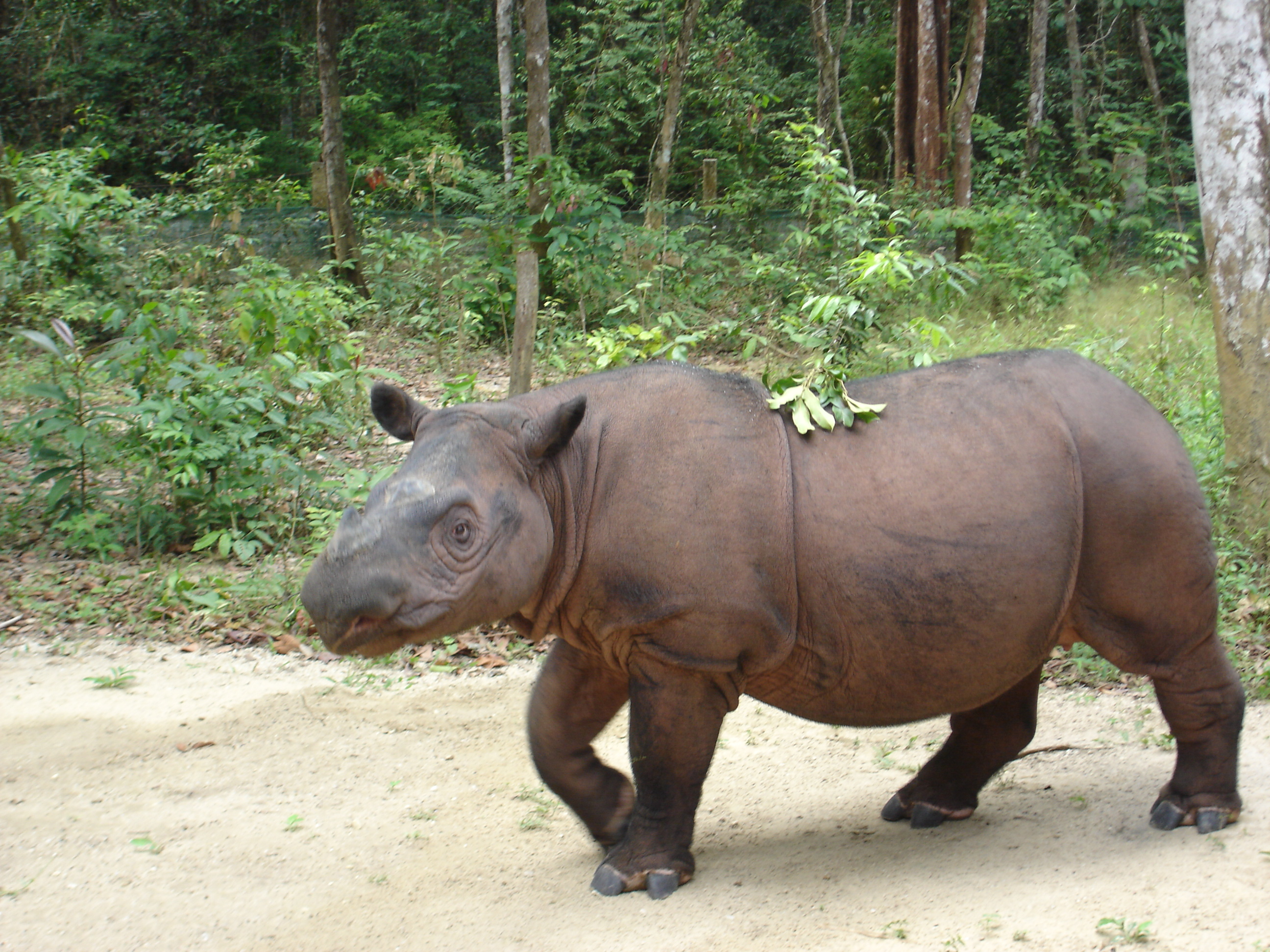
11月23日：マレーシアにおいてスマトラサイが絶滅した。

### 12月
- 12月2日～13日 - 第25回気候変動枠組条約締約国会議（COP25）がスペインのマドリードで開催された[86]。
- 12月4日 - 木星型惑星が白色矮星WD J0914+1914（英語版）の周りを公転している証拠が発見された。この発見は、太陽がその寿命を終えた後も太陽系の惑星の一部は生き残る可能性を示唆している[87]。
- 12月8日 - ベテルギウスの減光が観測され、超新星爆発の可能性があると発表された[88]。
- 12月9日 - 中国でサルのDNAを持つブタが作り出された[89][90]。
- 12月10日 - グリーンランドの氷床が1992年と比較して7倍の速さで融解していることを報告する論文が『ネイチャー』誌に掲載された[91]。
- 12月18日 - 欧州宇宙機関 (ESA) とスイス宇宙局の宇宙望遠鏡「CHEOPS」がギアナ宇宙センターから打ち上げられた[92][93]。
- 12月19日 - 米科学誌『サイエンス』が今年のブレークスルー・オブ・ザ・イヤーを発表した[94]。
- 12月26日 - 2019年12月26日の日食が観測された。

| No. | 今年の10大科学業績                                               |
| --- | ---------------------------------------------------------------- |
| 1   | イベントホライズンテレスコープによるブラックホールの撮影         |
| 2   | DNAの分析によるデニソワ人の骨格の再現                            |
| 3   | 量子コンピュータの発達                                           |
| 4   | 栄養失調からの回復についての研究                                 |
| 5   | 6600万年前の小惑星衝突の詳細とその後の生態系の回復についての研究 |
| 6   | 探査機ニューホライズンズによる太陽系外縁天体アロコスの観測       |
| 7   | 古細菌プロメテアルカエウム・シントロフィクムのゲノム解読         |
| 8   | 嚢胞性線維症に対する効果的治療法                                 |
| 9   | エボラ出血熱の治療薬の開発                                       |
| 10  | 人工知能がポーカーで人間に勝利                                   |

## 受賞
- アーベル賞 - キャレン・アーレンベック
- チューリング賞 - エドウィン・キャットマル、パット・ハンラハン
- ラスカー賞
  - 基礎医学研究賞 - マックス・クーパー、ジャック・ミラー
  - 臨床医学研究賞 - マイケル・シェパード（英語版）、デニス・スレイモン、アクセル・ウルリッヒ
- ガードナー国際賞 - ロナルド・ベール、ジョン・ディフレー（英語版）、ティモシー・A・スプリンガー（英語版）、ブルース・ウィリアム・スティルマン（英語版）、スーザン・バンド・ホロウィッツ（英語版）
- ウルフ賞
  - ウルフ賞物理学部門 - 受賞者なし
  - ウルフ賞数学部門 - ジャン=フランソワ・ル・ギャル、グレゴリー・ローラー
  - ウルフ賞化学部門 - ステファン・バックワルド、ジョン・ハートウィグ
  - ウルフ賞医学部門 - ジェフリー・フリードマン
- 京都賞
  - 京都賞基礎科学部門 – ジェームズ・E・ガン
  - 京都賞先端技術部門 – 鄧青雲
- クラリベイト・アナリティクス引用栄誉賞
  - 物理学 - ジョン・パデュー、Artur K. Ekert、Tony F. Heinz
  - 化学 - ロルフ・フーズゲン、モーテン・P・メルダル、エドウィン・サザン、リロイ・フッド、Marvin H. Caruthers、Michael W. Hunkapiller
  - 生理学・医学 - ハンス・クレヴァース、フィリッパ・マラック、ジョン・カップラー（英語版）、カール・ダイセロス、Ernst Bamberg、Gero MiesenbÖck
- ショウ賞
  - 天文学 – エドワード・C・ストーン（英語版）
  - 生命科学および医学 – マリア・ジャシン（英語版）
  - 数学 – マイケル・タラグランド（英語版）
- ブレイクスルー賞
  - 基礎物理学ブレイクスルー賞 - チャールズ・L・ケーン、ユージーン・J・メル（英語版）
    - 特別賞 - セルジオ・フェラーラ（英語版）、ダニエル・Z・フリードマン（英語版）、ピーター・ヴァン・ニーウェンホイゼン（英語版）

  - 生命科学ブレイクスルー賞 - C.Frank Bennett、Adrian R. Krainer、Angelika Amon、荘小威、陳志堅
  - 数学ブレイクスルー賞 - ヴァンサン・ラフォルグ
- ノーベル賞
  - 物理学賞 - ジェームズ・ピーブルス、ミシェル・マイヨール、ディディエ・ケロー
  - 化学賞 - ジョン・グッドイナフ、スタンリー・ウィッティンガム、吉野彰
  - 生理学・医学賞 - ウィリアム・ケリン、ピーター・ラトクリフ、グレッグ・セメンザ

## 死去
カッコ内は生誕年である。
- 1月3日 - 岡野眞治、日本の物理学者（* 1926年）
- 1月5日 - ルドルフ・ラフ（英語版）、アメリカの生物学者（* 1941年）
- 1月11日 - マイケル・アティヤ、イギリスの数学者、フィールズ賞受賞者、アーベル賞受賞者（* 1929年）
- 1月16日
  - 町田茂、日本の物理学者（* 1926年）
  - 于敏、中華人民共和国の核物理学者（* 1926年）
- 1月17日 - 米沢富美子、日本の理論物理学者（* 1938年）
- 1月30日
  - 高良和武、日本の物理学者（* 1921年）
  - 江口徹、日本の素粒子物理学研究者（* 1948年）
- 2月6日 - マンフレート・アイゲン、ドイツの生物物理学者、ノーベル化学賞受賞者（* 1927年）
- 2月8日
  - ウォルター・ムンク、アメリカの海洋物理学者（* 1917年）
  - ジョン・タイラー・ボナー（英語版）、アメリカの生物学者（* 1920年）
  - ウォルフガング・リンドラー（英語版）、アメリカの物理学者（* 1924年）
- 2月18日 - ウォーレス・ブロッカー、アメリカの地球化学者（* 1931年）
- 3月1日 - ジョレス・アルフョーロフ、ロシアの物理学者、ノーベル物理学賞受賞者（* 1930年）
- 3月4日 - 大澤文夫、日本の生物物理学者（* 1922年）
- 3月28日 - 中西香爾、日本の化学者（* 1925年）
- 4月3日 - 江口吾朗、日本の生物学者（* 1930年）
- 4月5日 - シドニー・ブレナー、南アフリカの生物学者、ノーベル生理学・医学賞受賞者（* 1927年）
- 4月6日 - デイヴィッド・J・サウレス、アメリカの物理学者、ノーベル物理学賞受賞者（* 1934年）
- 4月9日 - エルウィン・バーレカンプ、アメリカの数学者（* 1940年）
- 4月13日
  - ポール・グリーンガード、アメリカの神経科学者、ノーベル生理学・医学賞受賞者（* 1925年）
  - 海部宣男、日本の天文学者（* 1943年）
- 4月16日 - 森謙治、日本の化学者（* 1935年）
- 5月3日 - 志村五郎、日本の数学者、谷山-志村予想で有名（* 1930年）
- 5月24日 - マレー・ゲルマン、アメリカの物理学者、ノーベル物理学賞受賞者（* 1929年）
- 5月25日 - 蔡安邦、台湾出身の日本の物理学者（* 1958年）
- 5月28日 - 栃本武良、日本の生物学者（* 1941年）
- 6月4日 - 石坂照子、日本の免疫学者（* 1926年）
- 6月17日 - ジャン=マリー・ヒューロット、フランスのコンピュータ科学者、ソフトウェア開発者（* 1954年）
- 6月21日 - 島津康男、日本の地球物理学者、環境学者（* 1926年）
- 6月30日 - ミッチェル・ファイゲンバウム、アメリカの数理物理学者、ウルフ賞物理学部門受賞者（* 1944年）
- 7月12日 - フェルナンド・J・コルバト、アメリカの計算機科学者、チューリング賞受賞者（* 1926年）
- 7月14日 - ホアン・トゥイ、ベトナムの数学者（* 1927年）
- 7月18日 - 伊藤早苗、日本の物理学者（* 1952年）
- 7月19日 - パトリック・ウィンストン（英語版）、アメリカの計算機科学者（* 1943年）
- 7月27日 - ジョン・ロバート・シュリーファー、アメリカの物理学者、ノーベル物理学賞受賞者（* 1931年）
- 8月3日
  - ニコライ・カルダシェフ、ロシアの天文学者（* 1932年）
  - スティーブン・ガブサー（英語版）、アメリカの理論物理学者（* 1972年）
- 8月4日 - 江夏弘、日本の物理学者（* 1922年）
- 8月7日 - キャリー・マリス、アメリカの生化学者、ノーベル化学賞受賞者（* 1944年）
- 8月22日 - 栗田子郎、日本の植物学者（* 1936年）
- 9月4日 - パトリック・ドゥオルノワ（英語版）、フランスの数学者（* 1952年）
- 9月8日 - C・M・ドブソン（英語版）、イギリスの化学者（* 1949年）
- 9月14日 - 吉田潤一、日本の有機化学者（* 1952年）
- 9月25日 - 野崎一、日本の有機化学者（* 1922年）
- 10月11日 - アレクセイ・レオーノフ、ソビエト連邦の軍人、宇宙飛行士、世界初の宇宙遊泳者（* 1934年）
- 10月28日 - 長沢工、日本の天文学者（* 1932年）
- 11月2日 - アーウィン・フリドビッチ（英語版）、アメリカの生化学者（* 1929年）
- 11月7日 - マルガリータ・サラス、スペインの生化学者（* 1938年）
- 11月14日 - 伊藤光男、日本の物理化学者（* 1929年）
- 11月20日 - メアリー・グッド、アメリカの無機化学者（* 1931年）
- 12月3日 - 井口泰孝、日本の物理化学者（* 1943年）
- 12月16日 - ハンス・コーンバーグ、ドイツ生まれのイギリスの生化学者（* 1928年）